# Anomalon fuscatum
Anomalon fuscatum är en stekelart som först beskrevs av Cresson 1865.  Anomalon fuscatum ingår i släktet Anomalon och familjen brokparasitsteklar. Inga underarter finns listade i Catalogue of Life.